# Basilica minore di San Sebastian
La basilica minore di San Sebastian (in filippino: Basilika Menor ng San Sebastian; in spagnolo: Basílica Menor de San Sebastián), anche conosciuta come chiesa di San Sebastian (in filippino: Simbahan ng San Sebastian) o basilica di San Sebastian, è una basilica minore cattolica a Manila, nelle Filippine. È la chiesa della parrocchia di San Sebastian ed è situata nell'antico quartiere di Quiapo, uno dei quartieri centrali e storici della città.
Completata nel 1891, la chiesa di San Sebastian è un esempio di architettura neogotica nelle Filippine, è anche l'unica chiesa nelle Filippine con struttura portante in acciaio. In virtù di queste particolarità nel 2006 venne candidata per l'inclusione nella lista dei patrimoni dell'umanità, la candidatura venne ritirata nel 2015 a causa del decadimento strutturale dell'edificio.
È stata dichiarata monumento nazionale delle Filippine nel 1973.

## Storia
Nel 1621 Bernardino Castillo, un filantropo devoto a San Sebastiano, donò il terreno su cui venne edificato il primo edificio religioso, una struttura in legno che andò a fuoco nel 1651, le successive strutture in pietra vennero distrutte dai terremoti del 1859, 1863 e del 1880. Dal 1887 al 1891 si procedette alla costruzione di un edificio in acciaio, nel giugno del 1890, ancora in corso di costruzione la chiesa venne elevata al rango di basilica minore, la consacrazione ebbe luogo il 15 agosto del 1891.
Gli elementi prefabbricati in acciaio vennero prodotti in Belgio dalla Societe Anonyme des Enterprises de Travaux Publiques e trasportati via nave da Bruxelles a Manila, il progetto della chiesa è dell'architetto spagnolo Genero Palacio.
La chiesa e l'adiacente San Sebastian College sono di proprietà dell'Ordine degli agostiniani recolletti.